# アレクサンドラ・コステニューク

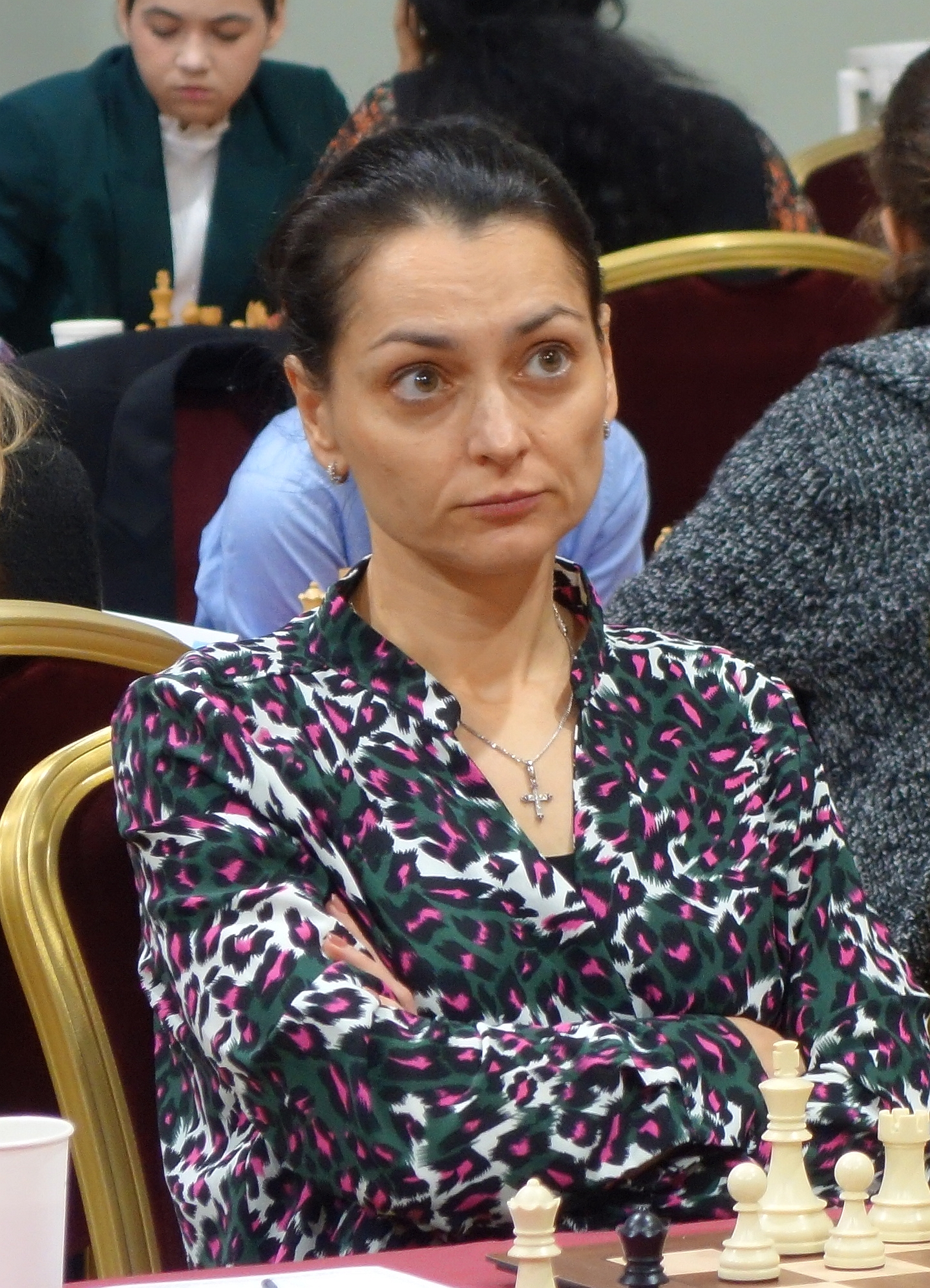

アレクサンドラ・コンスタンティーノヴナ・コステニューク（ロシア語:Александра Константиновна Костенюк；ラテン文字表記:Alexandra Konstantinovna Kosteniuk、1984年4月23日 - ）は、沿ヴォルガ連邦管区・ペルミ市出身のロシアのチェスグランドマスターであり、元女子世界チャンピオンである。キャリア最高のレーティングは、2006年4月の2540。

## チェス歴
アレクサンドラは5歳の時に父親からチェスを教わった。妹のオクサーナもウーマンFIDEマスター（WFM）である。
2001年、彼女は17歳の時に世界女子チェス選手権で決勝に進出したが、諸宸（中国、現カタール）に敗れた。3年後、彼女はドイツのドレスデンで行われた大会を制し、女子欧州チャンピオンとなった。2005年にサマーラで行われた女子ロシア大会でも優勝した。2006年8月にはエリーザベト・ペーツ（Elisabeth Pähtz、ドイツ）を5.5-2.5で破ってチェス960の初代女子世界チャンピオンになった。2008年の大会ではカテリーナ・ラフノー（Катерина Олександрівна Лагно/Kateryna Lahno、ウクライナ）を2.5-1.5で破ってタイトルを防衛した。しかし、彼女のこれまでの最大の成功はロシアのナリチクで開催された2008年の世界女子チェス選手権で侯逸凡(zh:侯逸凡)（中国）を2.5-1.5で破って優勝したことである。
2004年11月、彼女は10人目の女性のグランドマスターとなった。それ以前に、彼女はウーマングランドマスター(WGM)とインターナショナルマスター(IM)の称号を得ていた。2008年7月時点での国際チェス連盟のイロレーティングでは、彼女は女性の第10位にランクされている。

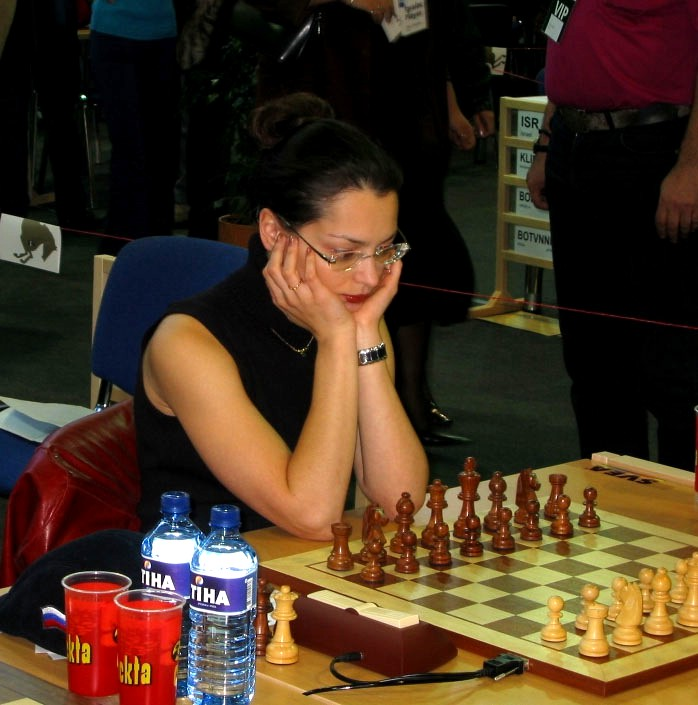
2002年にスロベニアのブレッドで開催されたチェス・オリンピアードでのアレクサンドラ

アレクサンドラのモットーは「チェスはクール(Chess is cool)」と「才色兼備(＝美と知は両立できる Beauty and intelligence can go together)」 である。これらの言葉を実践するように、彼女はファッションモデルやチェス大使を務めて、世界中にチェスを普及している。
彼女はまた、自身の生活とチェスイベントの近況を配信する人気のポッドキャスト"Chess is Cool"を主催している。

## 私生活
アレクサンドラは25歳年上のコロンビア系スイス人、ディエーゴ・ガルセース（Diego Garcés）と結婚している。2007年4月22日、長女のフランセスカ・マリーア（Francesca María Garcés）が生まれた。フランセスカは2ヵ月半もの早産だったが、8週間の入院の後、容態は完全に回復している。
ガルセース一家はマイアミ郊外のフロリダ州キービスケーンに住んでいる。これは、アレクサンドラがモスクワ以上にこの地の気候を気に入り、また夫ディエーゴの両親が住んでいる為である。更に言えば、ウェストケンドルの高速道路を一本乗りつければ世界チェス殿堂に通える立地であり、殿堂では彼女の成功に光を当てた立派な展示がなされている。同じ在マイアミ・ロシア人である強豪テニス選手アンナ・クルニコワに例えられることがあるが、アレクサンドラは自身が世界大会の個人戦で優勝している点を強調して、この例えの不適切さを喝破している。
夫ディエーゴが運営するアレクサンドラのウェブサイトでは、彼女が参加するチェスのイベントや彼女の最新の情報を紹介している。

## 著名な試合
- Alexandra Kosteniuk vs Alexander Onischuk, Corus, Group B 2005, Spanish Game: Classical Variation (C65), 1-0
- Anna Ushenina vs Alexandra Kosteniuk, WWCh. 2008, Nimzo-Indian Defense: Classical, Noa Variation (E34), 0-1

## 伝記
- Kosteniuk, Alexandra (2001). How I became a grandmaster at age 14. Moscow. ISBN 5829300435
- Как стать гроссмейстером в 14 лет. Moscow, 2001. 202, [2] с., [16] л. ил. ISBN 5-89069-053-1.
- Как научить шахматам : дошкольный шахматный учебник / Александра Костенюк, Наталия Костенюк. Moscow : Russian Chess House, 2008. 142 с ISBN 978-5-94693-085-7.